# Investimento em valor
O investimento em valor é um paradigma de investimento que deriva das ideias sobre investimento e especulação que Benjamin Graham e David Dodd começaram a ensinar na Columbia Business School em 1928 e posteriormente foi desenvolvida em seu livro de 1934, Security Analysis. Embora o investimento em valor revestisse muitas formulações desde a sua criação, geralmente envolve a compra de títulos de empresas cujas ações parecem subestimados por alguma(s) forma(s) de análise fundamental.
Como exemplos, tais valores mobiliários podem ser ações de empresas cotadas cuja cotação tem descontos sobre o valor contábil, tem rendimentos de dividendos elevados, têm baixo índice de rendimento sobre preço ou tem preço reduzido em relação ao preço contábil.
Para Graham, investimento é a atividade de empregar o dinheiro em ativos financeiros com o objetivo de obter um benefício econômico direto. Este benefício econômico pode ser um dividendo, o recebimento de um aluguel ou uma taxa de juros.
Todavia, especular é a atividade de empregar o capital em instrumentos na expectativa de vendê-los a um terceiro, com um lucro.
Investidores que utilizam em suas estratégias o investimento em valor, como Warren Buffett, presidente da Berkshire Hathaway, têm argumentado que a essência de investimento em valor é comprar ações a preços inferiores ao seu valor intrínseco.